# Макфадден, Брайан
Брайан Николас Макфа́дден (англ. Brian Nicholas McFadden) — ирландский музыкант, в прошлом участник поп-группы Westlife, ныне сольный исполнитель.

## Ранние годы — Westlife
Брайан Макфадден родился 12 апреля 1980 года в Дублине, Ирландия. В школьные годы он, вместе со своей сестрой Сьюзан, играл на театральной сцене. В 1998 году основал собственную музыкальную группу Cartel, известную, главным образом, по выступлениям в дублинских пабах. Летом 1998 года Брайан получил приглашение в новый проект Луиса Уолша и Саймона Ковелла. Вместе с Шейном Файланом, Марком Фихили, Никки Бирном и Кианом Иганом он стал участником нового бой-бэнда Westside. Серия выступлений на разогреве Boyzone и Backstreet Boys помогла группе добиться ощутимого успеха уже к концу года. Парни из Westside взяли награду журнала Smash Hits как «лучший новый гастрольный коллектив». Практически сразу прежнее название группы сменилось на Westlife.
Брайан, в свою очередь, неплохо преуспел в амурных делах. В течение 1998—1999 гг. он встречался с Лене Нюстрём, вокалисткой группы Aqua, после разрыва отношений с которой, переключился на Ханну Спирритт — участницу S Club 7.
В 2000 году Брайан вместе с коллегами по Westlife удостоился записи в Книге рекордов Гиннесса за 7 дебютных синглов, возглавивших британский хит-парад в период с апреля 1999 года по октябрь 2000 года.
9 марта 2004 года за три недели до нового гастрольного тура Westlife Брайан объявил о своем уходе из группы, дабы проводить больше времени со своей семьей, а также заняться сольными проектами. Последнее выступление в составе Westlife имело место 27 февраля 2004 года в клубе Tyne’s Powerhouse.
Вместе с Westlife Брайан записал 5 альбомов:
- Westlife
- Coast To Coast
- World Of Our Own
- Unbreakable - The Greatest Hits Vol. 1
- Turnaround

и 12 раз возглавил национальный хит-парад Великобритании. Он также является соавтором некоторых песен группы:
- «Fragile Heart»
- «Bop Bop Baby»
- «I Wanna Grow Old With You»
- «Love Crime»

## Личная жизнь
5 января 2002 года Брайан Макфадден взял в жены бывшую вокалистку поп-группы Atomic Kitten Керри Катону. От этого брака у него две дочери: Молли Мари (род. 31 августа 2001 г.) и Лилли-Сью (род. 3 февраля 2003 г.). В 2006 году супруги развелись.
В 2011 году Макфадден начал встречаться с моделью Вог Уильямс. В сентябре 2012 года пара поженилась. В июле 2015 года супруги объявили о расставании. В 2017 году Макфадден и Уильямс официально развелись.
В декабре 2019 года обручился с Дэниэлль Паркинсон. В мае 2021 года у пары родилась дочь Руби Джин МакФадден.

## Сольная карьера
«Real To Me» — первый сольной сингл Брайана, вышедший в сентябре 2004 года, дебютировал на первой строчке британских чартов. 22 ноября был издан второй сингл — «Irish Son» (№ 6 UK Singles Chart), а спустя неделю и одноимённый альбом, который достиг 26 места UK Albums Chart. Большинство песен нового альбома были написаны Брайаном в сотрудничестве с Гаем Чемберсом (Робби Вильямс, INXS). «Almost Here» — дуэт с австралийкой Дельтой Гудрем вышел как третий сингл. Новый релиз вошёл в Top 3 британского хит-парада и покорил ARIA Charts в феврале 2005 года. Четвёртый и последний сингл, «Demons», в мае 2005 года достиг 28 строчки чартов Соединённого Королевства.
В сентябре 2004 года Брайан и Керри Катона объявили о расторжении брака, но только в декабре 2006 года процедура развода была завершена. Тем временем Брайан нашёл утешение в лице Дельты Гудрем, и вскоре переехал на её Родину в Австралию.
После завершения работы над альбомом Irish Son, Брайан написал ряд песен для других исполнителей, в том числе для Il Divo и Girls Aloud. В 2006 году в дуэте с американской певицей Лиэнн Раймс он записал песню «Everybody’s Someone», которая вышла в качестве сингла и достигла 48 строчки в Великобритании. В марте 2007 года Брайан Макфадден прекратил сотрудничество с Sony BMG.
19 апреля 2008 года состоялся релиз второго сольного альбома. Лонгплей Set In Stone вышел в Австралии и Новой Зеландии на собственном лейбле Брайана BMF Records Ireland. На Зелёном континенте альбом достиг 5 строчки ARIA Charts спустя неделю после релиза. Первым синглом с нового альбома стала песня «Like Only A Woman Can» (№ 1 в Ирландии, № 13 в Австралии). «Twisted», второй сингл, достиг 29 строчки в Австралийских чартах. Песня «Everything But You», распространяемая посредством цифровой загрузки, стала третьим и последним синглом с альбома Set in Stone.
В сентябре 2009 года Брайан анонсировал совместный проект с музыкальным продюсером и автором песен Робертом Конли, получивший название Wall Of Soundz. В его рамках был записан одноимённый альбом, вышедший в Австралии 23 апреля 2010 года. Он характеризуется более электронным звучанием, нетипичным для прежних работ Брайана, записанных в стилистике поп, поп-рок композиций. Первым синглом с нового альбома стала песня «Just Say So», записанная в дуэте с Кевином Рудольфом. Песня «Chemical Rush» была издана в качестве второго сингла с альбома Wall Of Soundz. В сентябре 2010 года вышел третий сингл — «Mistakes», записанный в дуэте с Дельтой Гудрем.

## Сольная дискография

### Альбомы
| Год  | Название             | Высшая позиция в чарте | Высшая позиция в чарте | Высшая позиция в чарте |
| Год  | Название             | Флаг Великобритании    | Флаг Ирландии          | Флаг Австралии         |
| ---- | -------------------- | ---------------------- | ---------------------- | ---------------------- |
| 2004 | Irish Son            | 24                     | 6                      | -                      |
| 2008 | Set In Stone         | -                      | -                      | 5                      |
| 2010 | Wall Of Soundz       | -                      | -                      | 27                     |
| 2013 | The Irish Connection | 51                     | 75                     | 66                     |

### Синглы
| Год  | Название                                | Высшая позиция в чарте | Высшая позиция в чарте | Высшая позиция в чарте | Высшая позиция в чарте | Альбом                                 |
| Год  | Название                                | [ 18 ]                 | [ 19 ]                 | [ 20 ]                 | [ 21 ]                 | Альбом                                 |
| ---- | --------------------------------------- | ---------------------- | ---------------------- | ---------------------- | ---------------------- | -------------------------------------- |
| 2004 | Real To Me                              | 1                      | 1                      | 54                     | 16                     | Irish Son                              |
| 2004 | Irish Son                               | 6                      | 2                      | -                      | 33                     | Irish Son                              |
| 2005 | Almost Here(дуэт с Дельтой Гудрем)      | 3                      | 1                      | 1                      | 2                      | Irish Son                              |
| 2005 | Demons                                  | 28                     | 24                     | -                      | -                      | Irish Son                              |
| 2006 | Everybody’s Someone(дуэт с Лиэнн Раймс) | 48                     | 27                     | -                      | -                      | Whatever We Wanna (альбом Лиэнн Раймс) |
| 2007 | Like Only a Woman Can                   | -                      | 1                      | 13                     | 39                     | Set in Stone                           |
| 2008 | Twisted                                 | -                      | -                      | 29                     | -                      | Set in Stone                           |
| 2008 | Everything But You                      | -                      | -                      | 99                     | -                      | Set in Stone                           |
| 2010 | Just Say So(дуэт с Кевином Рудольфом)   | -                      | -                      | 1                      | -                      | Wall Of Soundz                         |
| 2010 | Chemical Rush                           | -                      | -                      | 12                     | -                      | Wall Of Soundz                         |
| 2010 | Mistakes(дуэт с Дельтой Гудрем)         | -                      | -                      | 41                     | -                      | Wall Of Soundz                         |
| 2011 | Just The Way You Are (Drunk At The Bar) | -                      | -                      | 49                     | -                      |                                        |
| 2011 | Come Party / That’s How Life Goes       | -                      | -                      | -                      | -                      |                                        |
| 2012 | Wrap My Arms                            | -                      | -                      | 70                     | -                      |                                        |